# Vicia turkestanica
Vicia turkestanica là một loài thực vật có hoa trong họ Đậu. Loài này được Vassilkovsk miêu tả khoa học đầu tiên năm 1955.